# Hanerau-Hademarschen
Hanerau-Hademarschen – miejscowość i gmina w Niemczech, w kraju związkowym Szlezwik-Holsztyn, w powiecie Rendsburg-Eckernförde, wchodzi w skład urzędu Mittelholstein. Do 31 grudnia 2011 gmina należała do urzędu Hanerau-Hademarschen, którego była również siedzibą administracyjną.